# Grand Prix Węgier 2008
Grand Prix Węgier 2008, oficjalnie XXIV ING Magyar Nagydíj – jedenasta eliminacja Mistrzostw Świata Formuły 1 sezonu 2008, odbywająca się w dniach 1–3 sierpnia 2008 na torze Hungaroring w Mogyoród. Wyścig miał miejsce 3 sierpnia i składał się z 70 okrążeń. Zwyciężył Heikki Kovalainen w McLarenie po starcie z drugiej pozycji. Drugie miejsce zajął jadący Toyotą Timo Glock, natomiast na trzecim miejscu finiszował Kimi Räikkönen w Ferrari. Było to pierwsze zwycięstwo Kovalainena i pierwsze podium Glocka w ich startach w Formule 1. Wygrywając Grand Prix Węgier Kovalainen stał się również setnym kierowcą, który wygrał Grand Prix Mistrzostw Świata Formuły 1.
O zwycięstwo w wyścigu walczyli szczególnie Lewis Hamilton i Felipe Massa, ścigający się odpowiednio McLarenem i Ferrari. Hamilton startował z pole position, ale na pierwszym zakręcie został wyprzedzony po zewnętrznej przez Massę. Massa i Hamilton walczyli o prowadzenie do 41. okrążenia, kiedy to spłaszczyła się opona w samochodzie Hamiltona. To dało Massie ponad dwudziestosekundową przewagę nad Kovalainenem. Na trzy okrążenia przed metą zepsuł się silnik w pojeździe Massy, dzięki czemu wygrał Kovalainen. Najszybsze okrążenie ustanowił Räikkönen, ale Fin startował z szóstej pozycji i przez większość wyścigu podążał za Glockiem i Fernando Alonso w Renault.
Po wyścigu Hamilton powiększył przewagę do pięciu punktów nad Räikkönenem oraz ośmiu nad Massą. Trzynaście punktów do Hamiltona tracił Robert Kubica, za którym byli Nick Heidfeld i Kovalainen. W klasyfikacji konstruktorów prowadziło Ferrari przed McLarenem oraz BMW Sauber.

## Przed Grand Prix
W Grand Prix Węgier uczestniczyło dwudziestu kierowców w dziesięciu zespołach. Zespołami tymi, określanymi mianem konstruktorów, były: Ferrari, McLaren-Mercedes, Renault, Honda, Force India-Ferrari, BMW Sauber, Toyota, Red Bull-Renault, Williams-Toyota i Toro Rosso-Ferrari. Przed wyścigiem Ferrari prowadziło w klasyfikacji konstruktorów, mając 105 punktów, czyli o 16 więcej od BMW Sauber i o 19 więcej od McLarena. Następni trzej konstruktorzy: Toyota, Red Bull i Renault, tracili do McLarena ponad 60 punktów. Klasyfikacji kierowców przewodził Lewis Hamilton (McLaren), mający 58 punktów, przed kierowcami Ferrari – Felipe Massą i Kimim Räikkönenem, z odpowiednio 54 i 51 punktami. Czwarte i piąte miejsce w klasyfikacji zajmowali kierowcy BMW Sauber: Robert Kubica (48 punktów) i Nick Heidfeld (41 punktów). Szósty był Heikki Kovalainen, który przed Grand Prix Węgier miał 28 punktów.
Po Grand Prix Niemiec (20 lipca) zespoły w dniach 22–25 lipca odbyły testy na torze Jerez. Każdy zespół w roku 2008 mógł podczas testów pokonać 30 000 kilometrów, co było ilością ograniczoną w stosunku do wcześniejszych sezonów. Pierwszego i drugiego dnia testów najlepszy czas ustalił Sebastian Vettel (Toro Rosso). Trzeciego dnia najszybszy był Mark Webber (Red Bull), a czwartego – Heikki Kovalainen. Niektóre zespoły testowały opony Bridgestone typu slick, którymi od sezonu 2009 planowano zastąpić dotychczas używane opony rowkowe. Ponadto BMW Sauber testowało system KERS, również mający być w użyciu od 2009 roku. Ponadto kierowca testowy Force India, Vitantonio Liuzzi, testował nową skrzynię biegów typu „seamless”. W testach wziął udział Timo Glock, mimo faktu, iż Niemiec miał poważny wypadek podczas Grand Prix Niemiec.

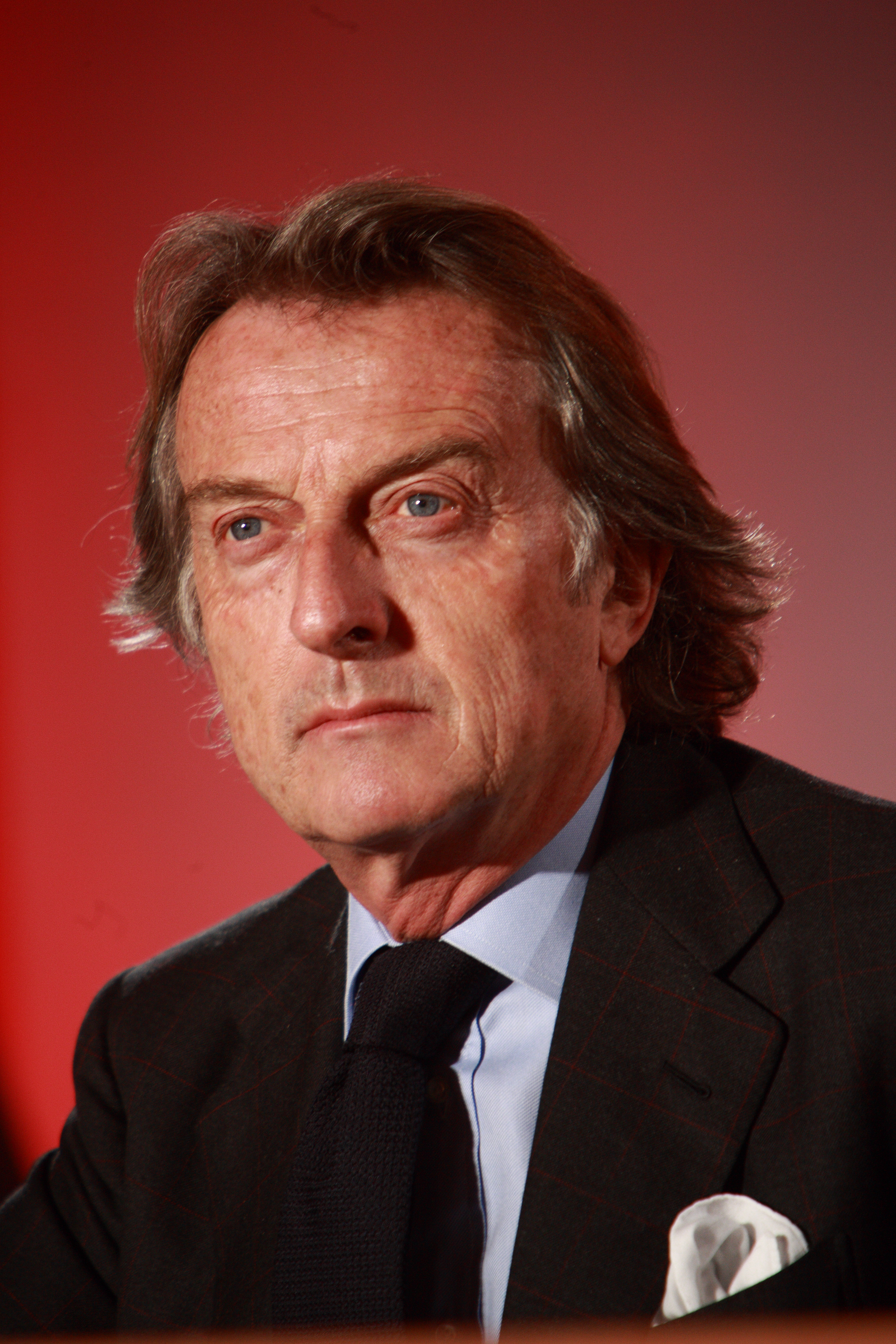
Prezydent Ferrari, Luca di Montezemolo, tydzień przed wyścigiem założył FOTA

W tygodniu poprzedzającym Grand Prix Węgier w siedzibie Ferrari w Maranello odbyło się spotkanie przedstawicieli zespołów, skutkujące powstaniem nowego ciała, Związku Zespołów Formuły 1 (Formula One Teams Association, w skrócie FOTA). Związkiem przewodził prezydent Ferrari, Luca di Montezemolo. Szef McLarena, Ron Dennis, stwierdził, że założenie FOTA miało na celu zwiększenie współpracy między zespołami, szczególnie w kwestii nowych przepisów, jak również miało być przeciwwagą dla ciała zarządzającego Formułą 1, Fédération Internationale de l’Automobile (FIA) oraz firmy odpowiedzialnej za komercyjny aspekt sportu, Formula One Management (FOM).
31 lipca McLaren poinformował o przedłużeniu kontraktu z Kovalainenem na sezon 2009. Natomiast organizatorzy Grand Prix Węgier podpisali z prezydentem FOM, Berniem Ecclestonem, umowę rozszerzającą prawa do organizacji Grand Prix do 2016 roku.
Kilka zespołów dokonało w swoich samochodach zmian technicznych. Ferrari zmodyfikowało w modelu F2008 układ chłodzenia oraz karoserię, co było pokłosiem wysokiego zużycia hamulców oraz zbyt wysokiej temperatury cieczy chłodzącej podczas Grand Prix Niemiec. McLaren i Force India wprowadzili poprawione pakiety aerodynamiczne do modeli MP4-23 i VJM01, co miało na celu zwiększenie docisku, a co za tym idzie – przyczepności pojazdów. Zespół Force India przywiózł ponadto na Grand Prix skrzynię biegów typu „seamless”. Ferrari, Honda i Toyota zadebiutowały z nowymi pokrywami silnika, z powodu wyglądu zwanymi „płetwą rekina”, Honda zastosowała ponadto nowe tylne zawieszenie.
Jedyny w 2008 roku dostawca opon w Formule 1, Bridgestone, zapewnił na wyścig dwa rodzaje rowkowych opon: miękką (określaną także jako „podstawową”) oraz supermiękką (określaną również jako „opcjonalną”). Aby odróżnić te rodzaje opon, mieszanka supermiękka w jednym rowku była pomalowana białą farbą. Przepisy na sezon 2008 stanowiły, że wszyscy kierowcy muszą w wyścigu użyć obu rodzajów opon, a każdy zawodnik przez cały weekend wyścigowy dysponuje siedmioma kompletami opon przeznaczonych na suchą nawierzchnię.

## Treningi i kwalifikacje
Przed niedzielnym wyścigiem odbyły się trzy sesje treningowe – dwie półtoragodzinne w piątek o godzinie dziesiątej oraz czternastej czasu lokalnego, a trzecia godzinna w sobotę o jedenastej. Pierwsza sesja odbywała się w suchych warunkach, z temperaturą powietrza na poziomie 27-28 °C i temperaturą toru 31-34 °C. Najszybszym w tej sesji był Massa z czasem 1:20,981, prawie 0,4 sekundy szybciej od drugiego Räikkönena. Trzecie i czwarte miejsce zajęli kierowcy McLarena, Kovalainen przed Hamiltonem. Zawodnicy Renault, Fernando Alonso i Nelson Piquet Jr., uzyskali odpowiednio piąty i ósmy czas, przedzieleni przez Glocka i Kubicę. W czołowej dziesiątce znaleźli się jeszcze Heidfeld i kierowca Toyoty, Jarno Trulli. W trakcie sesji w Toro Rosso Vettela doszło do usterki układu hydraulicznego, przez co Niemiec ukończył tylko cztery mierzone okrążenia i ustanowił najgorszy czas sesji.

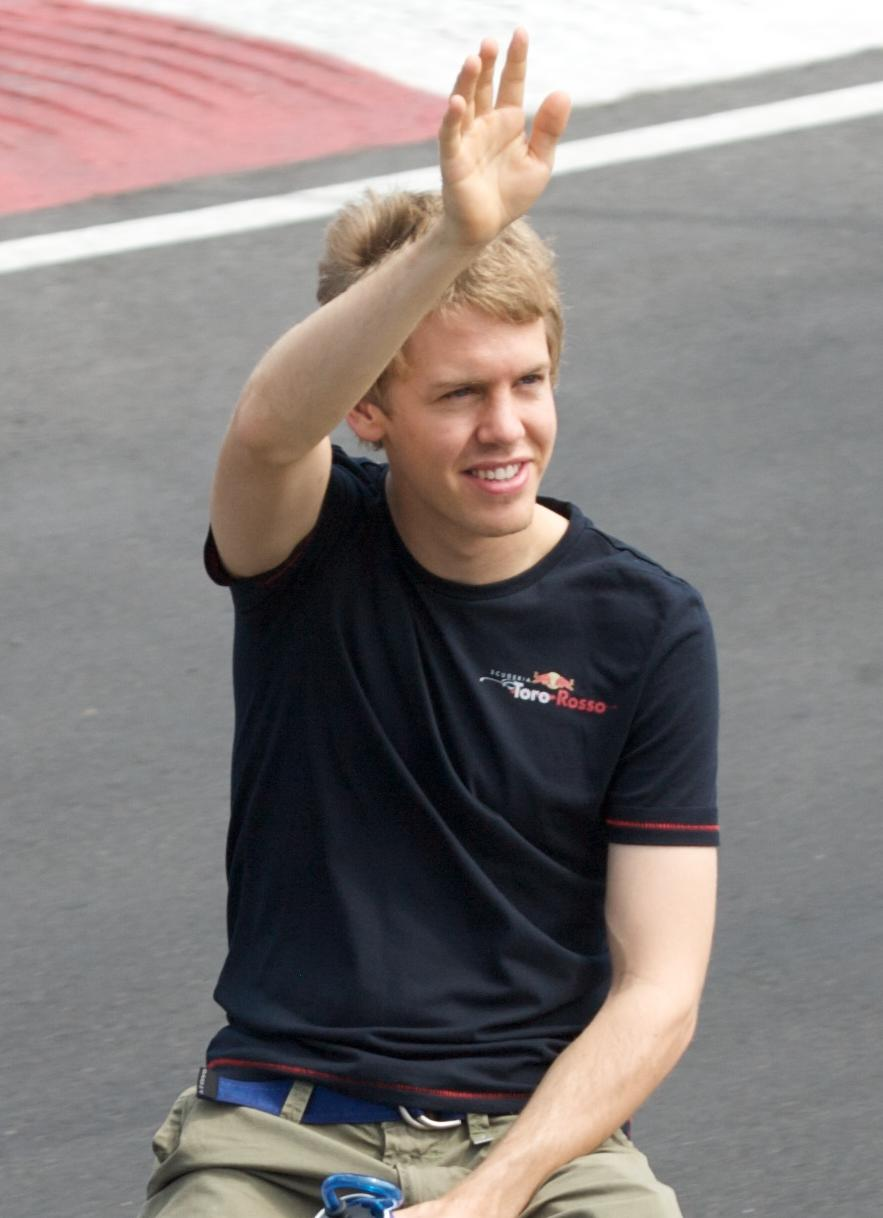
Sebastian Vettel z powodu usterki układu hydraulicznego w jego Toro Rosso STR3 przejechał niewielki dystans podczas piątkowych treningów

Warunki pogodowe w drugiej sesji były podobne do tych z pierwszej, z tym że temperatura toru wynosiła 37 °C. Najszybsze okrążenie sesji, a zarazem najlepszy czas dnia, uzyskał Hamilton, ustanawiając 1:20,554; Kovalainen natomiast był trzeci. Piquet jr był drugi, a Alonso czwarty, chociaż dyrektor inżynierii Renault, Pat Symonds, przyznał, że obaj kierowcy zespołu jechali z mniejszą niż standardowo ilością paliwa, co poprawiło ich rezultaty. Räikkönen i Massa zajęli odpowiednio piąte i szóste miejsce, a za nimi sesję zakończyli Heidfeld, Kubica, Trulli i kierowca Williamsa, Nico Rosberg. W samochodzie Vettela nadal miała miejsce usterka układu hydraulicznego, co zaowocowało ukończeniem pięciu okrążeń i najwolniejszym czasem sesji.
Podczas sobotniej sesji treningowej ponownie było sucho, a temperatura powietrza wynosiła 27-29 °C; temperatura toru natomiast wahała się między 32 a 36 °C. Ponownie najszybsze okrążenie uzyskał Hamilton z czasem 1:20,228, a zatem lepszym od piątkowego rezultatu. Za nim znaleźli się Massa, Glock, Kovalainen i Piquet jr. Heidfeld, zadowolony z ustawienia samochodu, ustanowił szósty czas, natomiast Kubica z powodu problemów mechanicznych był osiemnasty. Vettel miał bezproblemową sesję i uzyskał ósmy rezultat, tuż za zespołowym partnerem Sébastienem Bourdais’em. W pierwszej dziesiątce byli jeszcze Räikkönen i Rosberg.

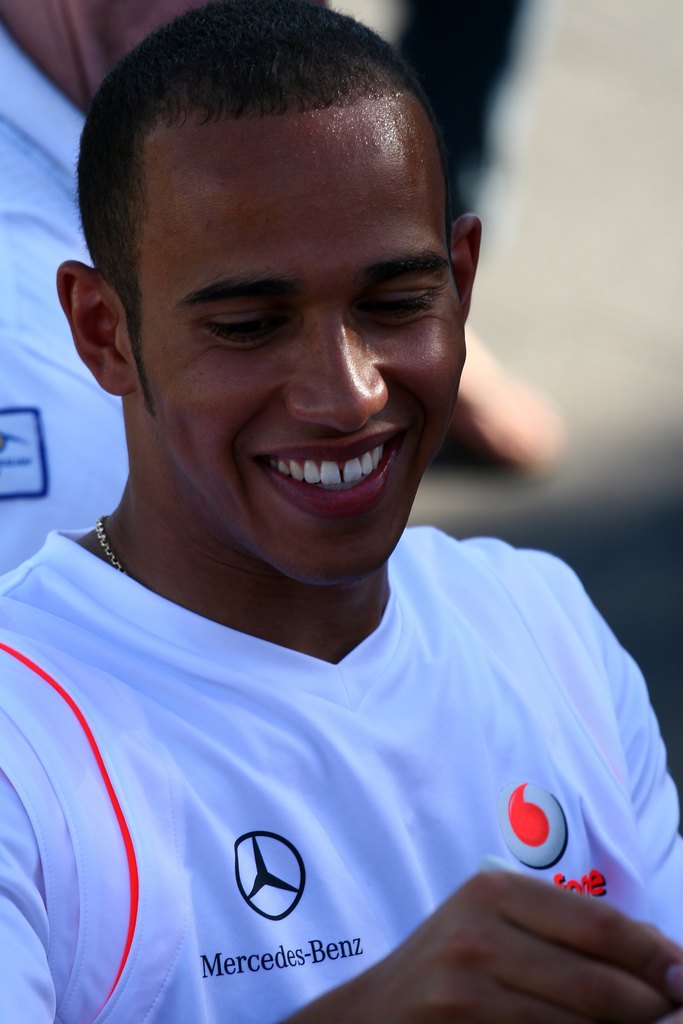
Lewis Hamilton zdobył czwarte pole position w sezonie i dziesiąte w karierze

Sobotnia sesja kwalifikacyjna była podzielona na trzy części. W pierwszej, dwudziestominutowej (Q1) eliminowane były samochody od szesnastego miejsca w dół. W drugiej, piętnastominutowej (Q2) eliminowano dalsze pięć samochodów, a najszybsze dziesięć awansowało do ostatniej części (Q3), która decydowała o ustawieniu na starcie. Samochody, które nie dostały się do Q3, mogły mieć uzupełnione paliwo przed wyścigiem, ale uczestnicy ostatniej części kwalifikacji nie mogli uzupełnić paliwa zużytego podczas tej części. Kwalifikacje odbywały się przy suchej pogodzie i wyższej temperaturze, aniżeli w trakcie treningów: temperatura powietrza wynosiła 30-31 °C, a toru – 38-41 °C.
Hamilton uzyskał najlepszy czas w pierwszej i ostatniej części kwalifikacji, dzięki czemu zdobył pole position z czasem 1:20,899. Brytyjczyk stwierdził po sesji, że gdyby nie popełnił niewielkiego błędu w piątym zakręcie, uzyskałby lepszy rezultat. Drugie miejsce w kwalifikacjach zajął Kovalainen z czasem o 0,241 sekundy słabszym od wyniku Hamiltona, z tym że w samochodzie Fina znajdowało się więcej paliwa. W drugiej części kwalifikacji najlepszy czas uzyskał Massa (1:19,068), ale z powodu opóźniania przez inne samochody, opony w samochodzie Brazylijczyka nie zostały rozgrzane do optymalnych temperatur, przez co nie uzyskały maksimum przyczepności. Z tego powodu w Q3 Massa zajął trzecie miejsce. Räikkönen, mając zatankowaną większą ilość paliwa aniżeli zespołowy kolega, popełnił błąd na ostatnim okrążeniu kwalifikacyjnym i zakończył sesję z szóstym czasem. Kubica, pomimo problemów z prowadzeniem samochodu, uzyskał czwarty czas, co opisał jako najlepsze okrążenie w sezonie. Glock zajął najlepszą wówczas pozycję startową w swojej karierze – piątą. Alonso był siódmy, a Piquet jr – dziesiąty, z dużą ilością paliwa. Pomiędzy kierowcami Renault znajdowali się Webber i Trulli. W trakcie kwalifikacji kierowcy McLarena użyli o jedną mieszankę opon miękką mniej, aniżeli zawodnicy Ferrari. Ponieważ samochód wyposażony w miękką mieszankę teoretycznie powinien osiągać lepsze rezultaty na przestrzeni całego wyścigu – mimo przewagi mieszanki supermiękkiej na pojedynczym okrążeniu, kierowcy McLarena mogli w teorii dysponować w wyścigu przewagą opon.
Najszybszym kierowcą, który nie awansował do Q3, był Vettel z czasem 1:20,131, tj. ponad sekundę gorszym od pierwszego wówczas Massy. Zespołowy partner Vettela, Bourdais, uzyskał czternasty rezultat, ale został karnie przesunięty na starcie o pięć miejsc za przyblokowanie Heidfelda w pierwszej części kwalifikacji, co poskutkowało szesnastym czasem Niemca. Dwunasty i trzynasty czas uzyskali odpowiednio Jenson Button – którego zdaniem poprawione zawieszenie Hondy wpłynęło znacząco na prowadzenie samochodu – oraz David Coulthard, według którego charakterystyka toru nie sprzyjała Red Bullowi RB4. Rosberg, który awansował do drugiej części kwalifikacji, nie przejechał w niej ani jednego okrążenia z powodu usterki układu hydraulicznego w jego Williamsie. W Q1 odpadli Kazuki Nakajima (Williams), Rubens Barrichello (Honda) oraz kierowcy Force India: Giancarlo Fisichella and Adrian Sutil. W pierwszej części kwalifikacji całą stawkę oddzielały trzy sekundy.

## Wyścig
Wyścig rozpoczął się o czternastej czasu miejscowego przy suchej i słonecznej pogodzie. Temperatura powietrza wynosiła 30-31 °C, natomiast temperatura toru – 40-43 °C. Wyścig z trybun oglądało 84 000 osób. Każdy kierowca, z wyjątkiem Coultharda, rozpoczynał wyścig na miękkiej mieszance opon. Massa wystartował dobrze na jedynym dostępnym mu nowym komplecie miękkich opon, wyprzedzając Kovalainena i zbliżając się do Hamiltona przed pierwszym zakrętem. Hamilton pokonywał ten zakręt po wewnętrznej, ale Massa opóźnił hamowanie i wyprzedził Brytyjczyka po zewnętrznej. Za prowadzącą trójką Glock wyprzedził na starcie Kubicę, a Alonso – Räikkönena. Najlepszy start wykonał Barrichello, ponieważ w ciągu pierwszego okrążenia przesunął się z siedemnastej na trzynastą pozycję. Najgorzej natomiast w tej kwestii poszło Vettelowi, który na identycznym dystansie stracił cztery miejsca. Po pierwszym okrążeniu prowadził Massa, a za nim jechali: Hamilton, Kovalainen, Glock, Kubica, Alonso, Räikkönen, Webber, Trulli, Piquet, Coulthard, Heidfeld, Barrichello, Button, Vettel, Bourdais, Rosberg, Nakajima, Fisichella i Sutil.

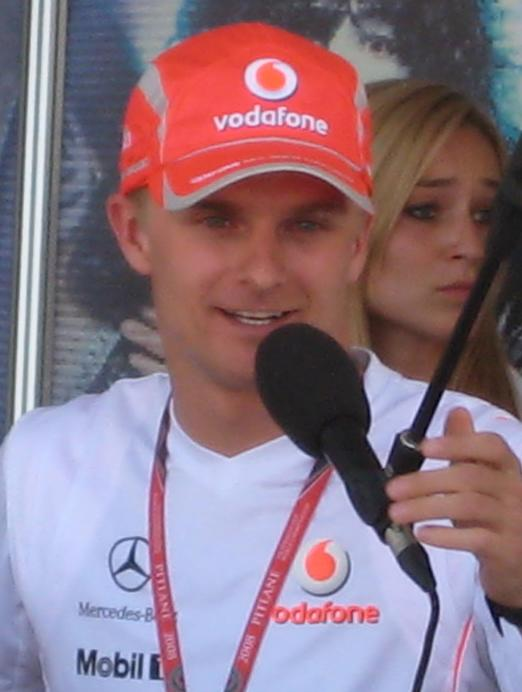
Heikki Kovalainen wykorzystał problemy Hamiltona i Felipe Massy i odniósł swoje pierwsze zwycięstwo w Formule 1

Massa i Hamilton natychmiast zaczęli zwiększać przewagę nad Kovalainenem. Na trzecim okrążeniu Button wyprzedził Barrichello, awansując na trzynaste miejsce, jednak obaj kierowcy Hondy podążali za wolniejszym Heidfeldem, który jechał cięższym (bardziej zatankowanym) samochodem. W miarę rozwoju wyścigu Massa nieco zwiększył przewagę nad Hamiltonem, który zaczął oszczędzać paliwo, aby wyprzedzić Massę po swoim pit-stopie. Co więcej, wysoka temperatura toru była przewagą Ferrari, którego samochód był tak skonstruowany, że jego opony w takich warunkach mniej się zużywały od opon McLarena. Na osiemnastym okrążeniu Massa miał przewagę 3,5 sekund nad Hamiltonem, który z kolei wyprzedzał Kovalainena o osiem sekund. Glock tracił do Kovalainena trzy sekundy, ale jechał przed Kubicą, którego samochód podczas hamowania tracił przyczepność i stabilność, przez co tuż za Polakiem jechało kilku kierowców. Pierwszymi kierowcami, którzy zjechali na pit-stop, byli Massa, Kubica i Webber, a było to na osiemnastym okrążeniu. Po wyliczeniach mechaników McLarena dotyczących ilości zatankowanego Massie paliwa, Hamilton na pierwszym pit-stopie (19 okrążenie) otrzymał taką ilość paliwa, aby na drugi pit-stop zjechać trzy okrążenia później od kierowcy Ferrari. Przez dwa następne okrążenia prowadził Kovalainen, zanim na 21. okrążeniu nie zjechał na pit-stop, dzięki czemu prowadzenie odzyskał Massa. Ostatnim kierowcą z czołówki, który zjechał na pit-stop, był Piquet jr, który po wyjeździe znalazł się przed Kubicą, Trullim i Webberem. Na dwudziestym okrążeniu Vettel zjechał na nieplanowany pit-stop, a dwa okrążenia później wycofał się z powodu przegrzewającego się silnika. Pod koniec 26. okrążenia wszyscy kierowcy planujący dwa zjazdy byli już po pierwszym pit-stopie. Prowadził wówczas Massa, przed Hamiltonem, Kovalainenem, Glockiem, Coulthardem (który wówczas jeszcze nie zjechał do boksów), Alonso, Räikkönenem, Piquetem, Trullim, Kubicą, Webberem, Heidfeldem, Buttonem, Barrichello, Bourdais’em, Rosbergiem, Nakajimą, Fisichellą i Sutilem.

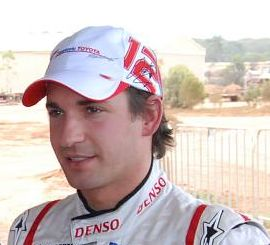
Timo Glock ukończył wyścig najlepiej w karierze – na drugim miejscu

Po swoim pierwszym zjeździe Hamilton wrócił na tor ze stratą 2,6 sekundy do Massy. Aby po swoim drugim pit-stopie wrócić przed Massą, nie mógłby on tracić do Brazylijczyka więcej niż 3,5 sekundy. Tymczasem Massa zwiększał przewagę i na 32. okrążeniu wyprzedzał Hamiltona o cztery sekundy. Hamilton ponadto zablokował przednie lewe koło, spłaszczając w wyniku tego oponę. Kierowcy ci ustanawiali serię najszybszych okrążeń i oddalali się od reszty stawki. Na 29. okrążeniu pierwszy raz do boksów zjechał Coulthard, wracając do rywalizacji na dwunastym miejscu. W tym okresie wyścigu pit-stopy odbyli również Button, Barrichello, Bourdais, Rosberg, Nakajima, Fisichella i Sutil. Barrichello i Bourdais mieli w boksach niewielkie pożary, zaś we wlewie paliwa samochodu Rosberga utknął przewód paliwowy; wszyscy kierowcy powrócili jednak na tor.
Massa tymczasem zwiększył przewagę nad Hamiltonem do pięciu sekund po czterdziestym okrążeniu. Na następnym okrążeniu przednia lewa opona w samochodzie Hamiltona spłaszczyła się w zakręcie drugim, w efekcie czego Brytyjczyk musiał zjechać do boksów na wymianę opon i spadł na dziesiąte miejsce. Po tym wydarzeniu Massa miał 23 sekundy przewagi nad drugim Kovalainenem, przez co zmniejszył szybkość, aby nie narażać silnika na nadmierne obciążenia. Na swój drugi i ostatni pit-stop Massa zjechał na 44. okrążeniu, dzięki czemu Kovalainen objął prowadzenie na cztery okrążenia, po czym sam zjechał na pit-stop. Na 41. okrążeniu Heidfeld zjechał na swój jedyny pit-stop, przez co spadł z jedenastej na dwunastą pozycję. Na kolejnych okrążeniach do boksów zjechali kierowcy realizujący taktykę dwóch postojów, z wyjątkiem Nakajimy, który wbrew wcześniejszym założeniom postanowił po pierwszym pit-stopie już nie zjeżdżać. Za prowadzącą trójką (Massa, Kovalainen, Glock) jechał Räikkönen, który pomimo wyjechania z toru przed drugim pit-stopem podążał przed Alonso. Po pit-stopie Räikkönena Piquet jr zdołał odeprzeć atak Trullego. Po serii pit-stopów na szóstym miejscu jechał Hamilton. Na 45. okrążeniu przy samochodzie Bourdais'a ponownie doszło do pożaru, a okrążenie później kierowca ten ponownie zjechał, aby starto mu pianę gaśniczą z wizjera kasku. Ostatnim kierowcą, który odbył pit-stop, był Rosberg (58. okrążenie). Większość kierowców podczas pierwszego pit-stopu zmieniała opony na miękkie, a podczas drugiego – na supermiękkie.

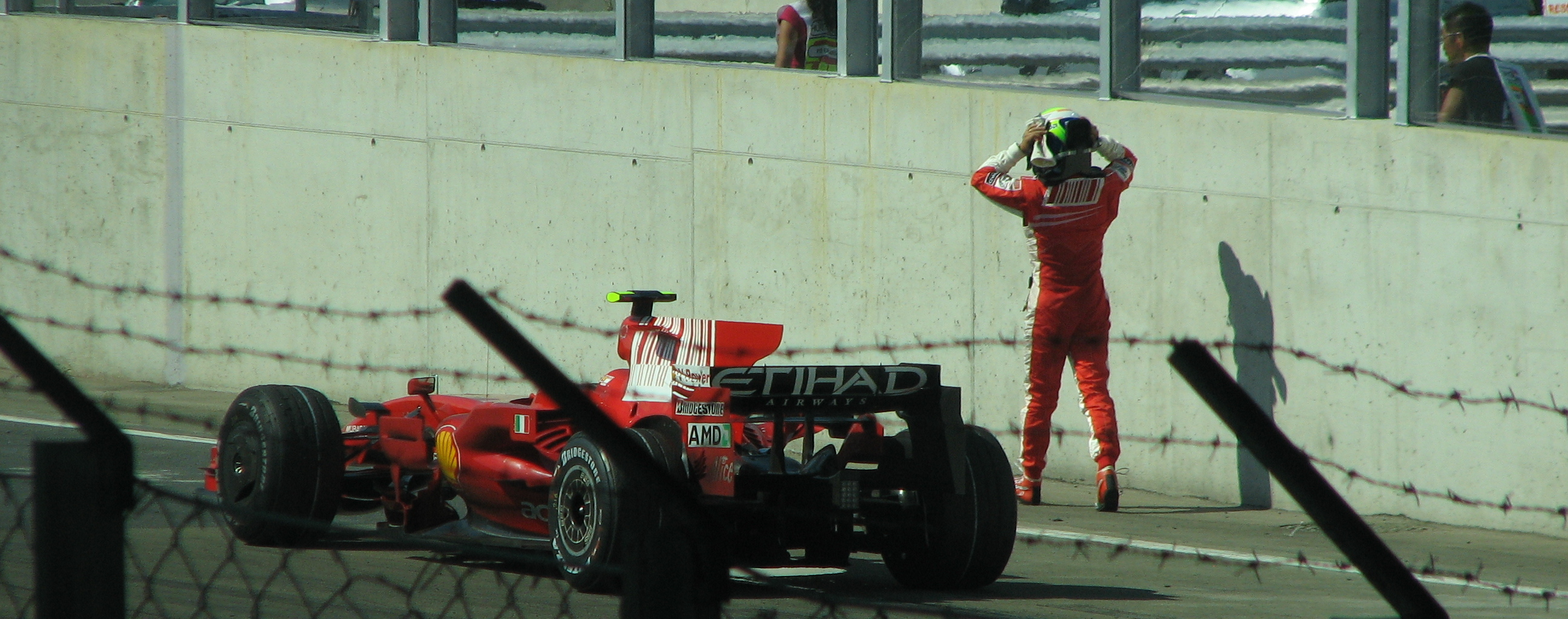
Massa odchodzący od samochodu po awarii na trzy okrążenia przed końcem wyścigu

Po 59. okrążeniu prowadził Massa, a za nim jechali: Kovalainen, Glock, Räikkönen, Alonso, Hamilton, Piquet, Trulli, Kubica, Webber, Heidfeld, Coulthard, Button, Nakajima, Rosberg, Fisichella, Sutil, Barrichello i Bourdais. Na 61. okrążeniu Räikkönen, po raz pierwszy w wyścigu jadący samotnie (bez samochodu tuż przed nim), ustanowił najszybszy czas wyścigu (1:21,195), po tym, gdy zredukował stratę do Glocka do dziewięciu sekund w tempie sekunda na okrążenie. Hamilton również szybko odrabiał stratę do Alonso, ale jego tylne supermiękkie opony zaczęły się przegrzewać i Brytyjczyk, mając stratę 1,5 sekundy do Hiszpana, zwolnił. Na 62. okrążeniu Sutil jako drugi odpadł z wyścigu po tym, gdy wskutek awarii układu hamulcowego w jego samochodzie przebiła się opona. Na końcowych okrążeniach Kovalainen zredukował stratę do Massy do piętnastu sekund. Gdy Massa rozpoczynał 68. okrążenie, silnik w jego pojeździe przestał pracować, co zmusiło Brazylijczyka do wycofania się na trzy okrążenia przed metą. Dzięki temu prowadzenie objął Kovalainen i odniósł pierwsze zwycięstwo w Formule 1, z czasem 1:37:27,067 i średnią szybkością 188,791 km/h. Kovalainen został setnym zwycięzcą wyścigu zaliczanego do mistrzostw świata Formuły 1. Glock zdobył najlepszy wynik w karierze oraz pierwsze podium, finiszując jako drugi. Trzeci był Räikkönen mimo faktu, że pod koniec wyścigu w jego samochodzie uszkodzeniu uległo tylne zawieszenie. Alonso i Piquet zajęli odpowiednio czwarte i szóste miejsce (przedzielił ich Hamilton), dzięki czemu po wyścigu Symonds określił Grand Prix Węgier jako najlepszy wyścig sezonu dla Renault. Trulli finiszował siódmy, natomiast ósmy był Kubica, niezadowolony z samochodu niekonkurencyjnego w wyścigu odbywającym się najbliżej Polski. Zespołowy partner Kubicy, Heidfeld, ukończył wyścig jako dziesiąty. Dziewiąte i jedenaste miejsce zajęli kierowcy Red Bulla, niezadowoleni z takiego wyniku. Kolejne pozycje zajęli Button, Nakajima, Rosberg i Fisichella, natomiast Barrichello był szesnasty z dwoma okrążeniami straty po opóźnieniu podczas pierwszego pit-stopu. Massa został sklasyfikowany na siedemnastej pozycji, przed ostatnim kierowcą, który ukończył zawody – Bourdais’em.

## Po wyścigu
Po wyścigu Kovalainen przyznał, że zwycięstwo zawdzięcza niepowodzeniu Hamiltona i Massy. Dodał, że kierowcy ci pojechali znakomity wyścig i wyraził żal z powodu usterek w ich samochodach. Zwycięstwo w Grand Prix Węgier było pierwszą i jedyną wygraną w karierze Kovalainena w Formule 1. Glock wyraził zadowolenie z drugiego miejsca i powiedział, że pod koniec wyścigu koncentrował się na tym, by nie popełnić błędu. Räikkönen natomiast stwierdził, że z powodu dużej liczby okrążeń spędzonych za wolniejszymi samochodami wyścig był „frustrujący i nudny”.
Media koncentrowały się jednak nie na zwycięzcach, a na Hamiltonie i Massie. Massa został pochwalony za występ. Szef Ferrari, Stefano Domenicali, powiedział, że był to najlepszy wyścig w karierze Massy. Dziennikarze: Mark Hughes i Simon Arron wyrazili podobną opinię. Zwrócili oni uwagę na manewr Massy w pierwszym zakręcie oraz bezbłędną jazdę. Arron zauważył, że wyprzedzenie w pierwszym zakręcie było podobne do ofensywnego stylu Hamiltona i stało się „decydującym momentem” w mistrzowskiej kampanii Massy. Hamilton wyraził zdziwienie takim manewrem Massy i zapewnił, że więcej się on nie powtórzy. Hughes porównał Grand Prix Węgier do starych wyścigów, ponieważ samochody liderów nie były niezawodne, a zwycięzca nie jechał samotnie na prowadzeniu.
Dyrektor ds. sportów samochodowych Brigestone, Hirohide Hamashima, powiedział, iż uszkodzenie opony Hamiltona nastąpiło prawdopodobnie przez najechanie na odłamki znajdujące się na torze, chociaż z powodu rodzaju uszkodzenia niepodobna określić dokładny jego typ. Dodał także, że opona w pojeździe Hamiltona ze względu na jej wcześniejsze spłaszczenie była bardziej podatna na uszkodzenia od opon Massy. Massa natomiast powiedział, że przed awarią silnika nic nie wskazywało na to, aby miało do niej dojść. Później Ferrari zbadało, że uszkodzeniu na skutek zanieczyszczenia materiału uległ korbowód. Identyczny problem zmusił Räikkönena do wycofania się podczas kolejnego wyścigu, Grand Prix Europy.
Po wyścigu Hamilton zwiększył przewagę w klasyfikacji kierowców do pięciu punktów nad Räikkönenem, który z kolei w zestawieniu tym wyprzedził Massę. Czwarte i piąte miejsce utrzymali Kubica i Heidfeld, przy czym dzięki zwycięstwu Kovalainen zbliżył się do Heidfelda na trzy punkty. W klasyfikacji konstruktorów wciąż prowadziło Ferrari, natomiast McLaren znalazł się przed BMW Sauber na drugim miejscu. Czwarta była Toyota, a piąte – Renault, które wyprzedziło Red Bulla. Mimo prowadzenia w klasyfikacji Hamilton przyznał, że kierowcy Ferrari będą w pozostałych siedmiu Grand Prix bardzo konkurencyjni. Ostatecznie Hamilton wygrał mistrzostwa świata przewagą jednego punktu nad Massą, dlatego też znawcy Formuły 1 (m.in. Alan Henry) uznali Grand Prix Węgier za jeden z wyścigów, przez które Massa stracił szansę na tytuł.

## Lista startowa
Źródło: statsf1.com
| Nr | Kierowca             | Zespół                    | Samochód          | Silnik                  | Opony |
| -- | -------------------- | ------------------------- | ----------------- | ----------------------- | ----- |
| 1  | Kimi Räikkönen       | Scuderia Ferrari Marlboro | Ferrari F2008     | Ferrari 056 2.4 V8      | B     |
| 2  | Felipe Massa         | Scuderia Ferrari Marlboro | Ferrari F2008     | Ferrari 056 2.4 V8      | B     |
| 3  | Nick Heidfeld        | BMW Sauber F1 Team        | BMW Sauber F1.08  | BMW P86/8 2.4 V8        | B     |
| 4  | Robert Kubica        | BMW Sauber F1 Team        | BMW Sauber F1.08  | BMW P86/8 2.4 V8        | B     |
| 5  | Fernando Alonso      | ING Renault F1 Team       | Renault R28       | Renault RS27 2.4 V8     | B     |
| 6  | Nelson Piquet Jr.    | ING Renault F1 Team       | Renault R28       | Renault RS27 2.4 V8     | B     |
| 7  | Nico Rosberg         | AT&T Williams             | Williams FW30     | Toyota RVX-08 2.4 V8    | B     |
| 8  | Kazuki Nakajima      | AT&T Williams             | Williams FW30     | Toyota RVX-08 2.4 V8    | B     |
| 9  | David Coulthard      | Red Bull Racing           | Red Bull RB4      | Renault RS27 2.4 V8     | B     |
| 10 | Mark Webber          | Red Bull Racing           | Red Bull RB4      | Renault RS27 2.4 V8     | B     |
| 11 | Jarno Trulli         | Panasonic Toyota Racing   | Toyota TF108      | Toyota RVX-08 2.4 V8    | B     |
| 12 | Timo Glock           | Panasonic Toyota Racing   | Toyota TF108      | Toyota RVX-08 2.4 V8    | B     |
| 14 | Sébastien Bourdais   | Scuderia Toro Rosso       | Toro Rosso STR3   | Ferrari 056 2.4 V8      | B     |
| 15 | Sebastian Vettel     | Scuderia Toro Rosso       | Toro Rosso STR3   | Ferrari 056 2.4 V8      | B     |
| 16 | Jenson Button        | Honda Racing F1 Team      | Honda RA108       | Honda RA808E 2.4 V8     | B     |
| 17 | Rubens Barrichello   | Honda Racing F1 Team      | Honda RA108       | Honda RA808E 2.4 V8     | B     |
| 20 | Adrian Sutil         | Force India F1 Team       | Force India VJM01 | Ferrari 056 2.4 V8      | B     |
| 21 | Giancarlo Fisichella | Force India F1 Team       | Force India VJM01 | Ferrari 056 2.4 V8      | B     |
| 22 | Lewis Hamilton       | Vodafone McLaren Mercedes | McLaren MP4-23    | Mercedes FO 108V 2.4 V8 | B     |
| 23 | Heikki Kovalainen    | Vodafone McLaren Mercedes | McLaren MP4-23    | Mercedes FO 108V 2.4 V8 | B     |
| Nr | Kierowca             | Zespół                    | Samochód          | Silnik                  | Opony |

## Wyniki

### Zwycięzcy sesji treningowych
Źródło: f1wm.pl
| Sesja | Nr | Kierowca       | Konstruktor      | Czas     | Okr. |
| ----- | -- | -------------- | ---------------- | -------- | ---- |
| 1     | 2  | Felipe Massa   | Ferrari          | 1:20,981 | 19   |
| 2     | 22 | Lewis Hamilton | McLaren-Mercedes | 1:20,554 | 35   |
| 3     | 22 | Lewis Hamilton | McLaren-Mercedes | 1:20,228 | 14   |

### Kwalifikacje
Źródło: f1wm.pl
| P  | Nr | Kierowca             | Konstruktor         | Q1       | Q2       | Q3       | Poz. s. |
| -- | -- | -------------------- | ------------------- | -------- | -------- | -------- | ------- |
| 1  | 22 | Lewis Hamilton       | McLaren-Mercedes    | 1:19,376 | 1:19,473 | 1:20,899 | 1       |
| 2  | 23 | Heikki Kovalainen    | McLaren-Mercedes    | 1:19,945 | 1:19,480 | 1:21,140 | 2       |
| 3  | 2  | Felipe Massa         | Ferrari             | 1:19,578 | 1:19,068 | 1:21,191 | 3       |
| 4  | 4  | Robert Kubica        | BMW Sauber          | 1:20,053 | 1:19,776 | 1:21,281 | 4       |
| 5  | 12 | Timo Glock           | Toyota              | 1:19,980 | 1:19,246 | 1:21,326 | 5       |
| 6  | 1  | Kimi Räikkönen       | Ferrari             | 1:20,006 | 1:19,546 | 1:21,516 | 6       |
| 7  | 5  | Fernando Alonso      | Renault             | 1:20,229 | 1:19,816 | 1:21,698 | 7       |
| 8  | 10 | Mark Webber          | Red Bull-Renault    | 1:20,073 | 1:20,046 | 1:21,732 | 8       |
| 9  | 11 | Jarno Trulli         | Toyota              | 1:19,942 | 1:19,486 | 1:21,767 | 9       |
| 10 | 6  | Nelson Piquet Jr.    | Renault             | 1:20,583 | 1:20,131 | 1:22,371 | 10      |
| 11 | 15 | Sebastian Vettel     | Toro Rosso-Ferrari  | 1:20,157 | 1:20,144 |          | 11      |
| 12 | 16 | Jenson Button        | Honda               | 1:20,888 | 1:20,332 |          | 12      |
| 13 | 9  | David Coulthard      | Red Bull-Renault    | 1:20,505 | 1:20,502 |          | 13      |
| 14 | 14 | Sébastien Bourdais   | Toro Rosso-Ferrari  | 1:20,640 | 1:20,963 |          | 19      |
| 15 | 7  | Nico Rosberg         | Williams-Toyota     | 1:20,748 | –        |          | 14      |
| 16 | 3  | Nick Heidfeld        | BMW Sauber          | 1:21,045 |          |          | 15      |
| 17 | 8  | Kazuki Nakajima      | Williams-Toyota     | 1:21,085 |          |          | 16      |
| 18 | 17 | Rubens Barrichello   | Honda               | 1:21,332 |          |          | 17      |
| 19 | 21 | Giancarlo Fisichella | Force India-Ferrari | 1:21,670 |          |          | 18      |
| 20 | 20 | Adrian Sutil         | Force India-Ferrari | 1:22,113 |          |          | 20      |
| P  | Nr | Kierowca             | Konstruktor         | Q1       | Q2       | Q3       | Poz. s. |

### Wyścig
Źródło: f1wm.pl
| P                 | + / –     | Nr | Kierowca             | Konstruktor         | Okr. | Czas / Strata | Komentarz |
| ----------------- | --------- | -- | -------------------- | ------------------- | ---- | ------------- | --------- |
| 1                 | 1         | 23 | Heikki Kovalainen    | McLaren-Mercedes    | 70   | 1h37:27,067   |           |
| 2                 | 3         | 12 | Timo Glock           | Toyota              | 70   | +0:11,061     |           |
| 3                 | 3         | 1  | Kimi Räikkönen       | Ferrari             | 70   | +0:16,856     |           |
| 4                 | 3         | 5  | Fernando Alonso      | Renault             | 70   | +0:21,614     |           |
| 5                 | 4         | 22 | Lewis Hamilton       | McLaren-Mercedes    | 70   | +0:23,048     |           |
| 6                 | 4         | 6  | Nelson Piquet Jr.    | Renault             | 70   | +0:32,298     |           |
| 7                 | 2         | 11 | Jarno Trulli         | Toyota              | 70   | +0:36,449     |           |
| 8                 | 4         | 4  | Robert Kubica        | BMW Sauber          | 70   | +0:48,321     |           |
| 9                 | 1         | 10 | Mark Webber          | Red Bull-Renault    | 70   | +0:58,834     |           |
| 10                | 5         | 3  | Nick Heidfeld        | BMW Sauber          | 70   | +1:07,709     |           |
| 11                | 2         | 9  | David Coulthard      | Red Bull-Renault    | 70   | +1:10,407     |           |
| 12                | Bez zmian | 16 | Jenson Button        | Honda               | 69   | +1 okr.       |           |
| 13                | 3         | 8  | Kazuki Nakajima      | Williams-Toyota     | 69   | +1 okr.       |           |
| 14                | Bez zmian | 7  | Nico Rosberg         | Williams-Toyota     | 69   | +1 okr.       |           |
| 15                | 3         | 21 | Giancarlo Fisichella | Force India-Ferrari | 69   | +1 okr.       |           |
| 16                | 1         | 17 | Rubens Barrichello   | Honda               | 68   | +2 okr.       |           |
| 17                | 14        | 2  | Felipe Massa         | Ferrari             | 67   | +3 okr.       | silnik    |
| 18                | 1         | 14 | Sébastien Bourdais   | Toro Rosso-Ferrari  | 67   | +3 okr.       |           |
| Niesklasyfikowani |           |    |                      |                     |      |               |           |
|                   |           | 20 | Adrian Sutil         | Force India-Ferrari | 62   | +8 okr.       | hamulce   |
|                   |           | 15 | Sebastian Vettel     | Toro Rosso-Ferrari  | 22   | +48 okr.      | silnik    |
| P                 | + / –     | Nr | Kierowca             | Konstruktor         | Okr. | Czas / Strata | Komentarz |

### Najszybsze okrążenie
Źródło: f1wm.pl
| Nr | Kierowca       | Konstruktor | Czas     | Okr. |
| -- | -------------- | ----------- | -------- | ---- |
| 1  | Kimi Räikkönen | Ferrari     | 1:21,195 | 61   |

### Prowadzenie w wyścigu
Źródło: statsf1.com
| Nr                              | Kierowca          | Okrążenia           | Suma |
| ------------------------------- | ----------------- | ------------------- | ---- |
| 2                               | Felipe Massa      | 1-18, 22-44, 49-67  | 60   |
| 23                              | Heikki Kovalainen | 20-21, 45-48, 68-70 | 9    |
| 22                              | Lewis Hamilton    | 19                  | 1    |
| \| Wykres \| \| ------ \| \| \| |                   |                     |      |
| Wykres                          |                   |                     |      |
|                                 |                   |                     |      |

## Klasyfikacja po wyścigu
Źródło: f1wm.pl

### Kierowcy
| P  | +/− | Kierowca             | Starty | Punkty | P1 | P2 | P3 | PP | NO | NS |
| -- | --- | -------------------- | ------ | ------ | -- | -- | -- | -- | -- | -- |
| 1  | 0   | Lewis Hamilton       | 11     | 62     | 4  | 1  | 1  | 4  | -  | 1  |
| 2  | +1  | Kimi Räikkönen       | 11     | 57     | 2  | 2  | 2  | 2  | 7  | 1  |
| 3  | −1  | Felipe Massa         | 11     | 54     | 3  | 1  | 2  | 3  | -  | 2  |
| 4  | 0   | Robert Kubica        | 11     | 49     | 1  | 2  | 1  | 1  | -  | 2  |
| 5  | 0   | Nick Heidfeld        | 11     | 41     | -  | 3  | -  | -  | 2  | -  |
| 6  | 0   | Heikki Kovalainen    | 11     | 38     | 1  | -  | 1  | 1  | 2  | 1  |
| 7  | 0   | Jarno Trulli         | 11     | 22     | -  | -  | 1  | -  | -  | 1  |
| 8  | +1  | Fernando Alonso      | 11     | 18     | -  | -  | -  | -  | -  | 2  |
| 9  | −1  | Mark Webber          | 11     | 18     | -  | -  | -  | -  | -  | 2  |
| 10 | +6  | Timo Glock           | 11     | 13     | -  | 1  | -  | -  | -  | 3  |
| 11 | 0   | Nelson Piquet Jr.    | 11     | 13     | -  | 1  | -  | -  | -  | 6  |
| 12 | −2  | Rubens Barrichello   | 11     | 11     | -  | -  | 1  | -  | -  | 3  |
| 13 | −1  | Nico Rosberg         | 11     | 8      | -  | -  | 1  | -  | -  | 2  |
| 14 | −1  | Kazuki Nakajima      | 11     | 8      | -  | -  | -  | -  | -  | 2  |
| 15 | −1  | David Coulthard      | 11     | 6      | -  | -  | 1  | -  | -  | 3  |
| 16 | −1  | Sebastian Vettel     | 11     | 6      | -  | -  | -  | -  | -  | 6  |
| 17 | 0   | Jenson Button        | 11     | 3      | -  | -  | -  | -  | -  | 4  |
| 18 | 0   | Sébastien Bourdais   | 11     | 2      | -  | -  | -  | -  | -  | 4  |
| 19 | 0   | Giancarlo Fisichella | 11     | -      | -  | -  | -  | -  | -  | 5  |
| 20 | 0   | Takuma Satō          | 4      | -      | -  | -  | -  | -  | -  | 1  |
| 21 | 0   | Adrian Sutil         | 11     | -      | -  | -  | -  | -  | -  | 7  |
| 22 | 0   | Anthony Davidson     | 4      | -      | -  | -  | -  | -  | -  | 2  |
| P  | +/− | Kierowca             | Starty | Punkty | P1 | P2 | P3 | PP | NO | NS |

### Konstruktorzy
| P  | +/− | Konstruktor         | Starty | Punkty | P1 | P2 | P3 | PP | NO | NS |
| -- | --- | ------------------- | ------ | ------ | -- | -- | -- | -- | -- | -- |
| 1  | 0   | Ferrari             | 22     | 111    | 5  | 3  | 4  | 5  | 7  | 3  |
| 2  | +1  | McLaren-Mercedes    | 22     | 100    | 5  | 1  | 2  | 5  | 2  | 2  |
| 3  | −1  | BMW Sauber          | 22     | 90     | 1  | 5  | 1  | 1  | 2  | 2  |
| 4  | 0   | Toyota              | 22     | 35     | -  | 1  | 1  | -  | -  | 4  |
| 5  | +1  | Renault             | 22     | 31     | -  | 1  | -  | -  | -  | 8  |
| 6  | −1  | Red Bull-Renault    | 22     | 24     | -  | -  | 1  | -  | -  | 5  |
| 7  | 0   | Williams-Toyota     | 22     | 16     | -  | -  | 1  | -  | -  | 4  |
| 8  | 0   | Honda               | 22     | 14     | -  | -  | 1  | -  | -  | 7  |
| 9  | 0   | Toro Rosso-Ferrari  | 22     | 8      | -  | -  | -  | -  | -  | 10 |
| 10 | 0   | Force India-Ferrari | 22     | -      | -  | -  | -  | -  | -  | 12 |
| 11 | 0   | Super Aguri-Honda   | 8      | -      | -  | -  | -  | -  | -  | 3  |
| P  | +/− | Konstruktor         | Starty | Punkty | P1 | P2 | P3 | PP | NO | NS |

## Serie towarzyszące
Na torze Hungaroring przy okazji organizacji Grand Prix Formuły 1 odbyły się również wyścigi serii towarzyszących, tj. GP2 oraz Porsche Supercup.
Najszybszy czas podczas kwalifikacji GP2 osiągnął Romain Grosjean (ART Grand Prix). Główny wyścig wygrał Lucas Di Grassi (Barwa International Campos GP) po tym, gdy w pierwszym zakręcie wyścigu objął prowadzenie po wyprzedzeniu Andreasa Zubera (Piquet Sports). Zuber spadł następnie za Witalija Pietrowa (Barwa International Campos GP), jednakże po błędzie Rosjanina odzyskał pozycję. Za di Grassim finiszował Zuber, a trzeci był Bruno Senna (iSport International). Zwycięzcą sprintu został Sébastien Buemi (Trust Team Arden) przed Andym Souckiem (Super Nova Racing) i Bruno Senną.
Wyścig Porsche Supercup po starcie z pierwszego pola wygrał Damien Faulkner (SAS Lechner Racing). Drugi był Jeroen Bleekemolen (Jetstream Motorsport), a trzecie miejsce zajął Patrick Huisman (IRWIN Racing).